# Pteromyini
Pteromyini (політухи) — триба, що складається приблизно з 60 сучасних видів. Зустрічаються в Північній Америці, Європі та Азії. Це лісові мешканці, які не живуть у відкритих ландшафтах. Тварини насправді не здатні до повного польоту, як птахи чи кажани, але вони здатні ковзати з одного дерева на інше за допомогою патагіума, покритої хутром шкірної оболонки, яка тягнеться від зап'ястя до щиколотки. Їхні довгі хвости також забезпечують стабільність під час ковзання. Анатомічно вони дуже схожі на інших вивірок з низкою пристосувань відповідно до їхнього способу життя; їхні кістки кінцівок довші, а кістки рук, стоп і дистальні відділи хребців коротші. Pteromyini можуть керувати своєю траєкторією ковзання за допомогою кінцівок і хвоста.
Молекулярні дослідження показали, що Pteromyini є монофілетичними (одного типу/клади без розгалужень усередині типу) і виникли приблизно 18–20 мільйонів років тому. Рід Paracitellus є найдавнішим родоводом, що відходить до епохи пізнього олігоцену. Більшість з них ведуть нічний спосіб життя та є всеїдними, їдять фрукти, насіння, бруньки, квіти, комах, черевоногих молюсків, павуків, гриби, пташині яйця, сік дерев і молодих птахів. Молодняк народжується в гнізді і спочатку голий і безпорадний. Про них піклується мати, і до п'яти тижнів вони можуть практикувати навички планерування, щоб до десяти тижнів вони були готові покинути гніздо.
Деякі вирощені в неволі Pteromyini стали одомашненими.

## Опис
Pteromyini не здатні до польоту, як птахи чи кажани; замість цього вони ковзають між деревами. Вони здатні досягати підйомної сили під час цих польотів, причому польоти реєструються до 90 метрів. Напрямок і швидкість тварини в повітрі змінюються шляхом зміни положення кінцівок, що значною мірою контролюється маленькими хрящовими кістками зап'ястка. На зап'ясті є виступ хряща, який вивірка тримає вгору під час ковзання. Цей спеціалізований хрящ є лише у вивірок-політух, а не у інших плануючих ссавців. Можливе походження цього хряща було досліджено, і дані свідчать про те, що він, швидше за все, є гомологічним зап'ястним структурам, які можна знайти в інших вивірок. Зап'ястя також змінює натяг патагіума. Має пухнастий хвіст, який стабілізується в польоті. Хвіст діє як допоміжний аеродинамічний профіль, працюючи як повітряне гальмо перед приземленням на стовбур дерева.
У 2019 році було випадково помічено, що Pteromyini засвітилася рожевим під ультрафіолетовим світлом. Подальші дослідження біологів з Нортлендського коледжу в Північному Вісконсині показали, що це справедливо для всіх трьох видів північноамериканських Pteromyini. Наразі невідомо якій меті це слугує. Вивірки-не-Pteromyini не флуоресціюють під УФ-світлом.

## Роди

### Сучасні
- Aeretes — 1 вид — Китай
- Aeromys — 2 види — Малайський півострів і Малайський архіпелаг
- Belomys — 1 вид — Південно-Східна Азія та Гімалаї
- Biswamoyopterus — 3 види — Південно-Східна Азія
- Eoglaucomys — 1 вид — Гімалаї та Афганістан
- Eupetaurus — 3 види — Гімалаї
- Glaucomys — 3 види — Північна Америка
- Hylopetes — 10 видів — Гімалаї, Південно-Східна Азія, Китай, Малайський архіпелаг
- Iomys — 2 види — Малайський півострів і Малайський архіпелаг
- Petaurillus — 3 види — Малайський півострів і Малайський архіпелаг
- Petaurista — 19 видів — Південна, Південно-Східна і Східна Азія, Малайський архіпелаг
- Petinomys — 8 видів — Південна і Південно-Східна Азія, Малайський архіпелаг
- Priapomys — 1 вид — Китай, М'янма
- Pteromys — 2 види — Східна Азія, Північна Азія, Північна Європа
- Pteromyscus — 1 вид — Малайський півострів і Малайський архіпелаг
- Trogopterus — 1 вид — Китай

### Викопні
- Miopetaurista — описано 9 видів з міоцену Європи та Китаю
- Pliopetaurista — описано 1 вид з пліоцену й міоцену Європи та Китаю
- Neopetes — описано 3 види ?